# 81 قيطس b
81 قيطس b هو كوكب خارج المجموعة الشمسية يدور حول النجم 81 قيطس وهو نجم عملاق أصفر يقع على مسافة تقدر بحوالي 300 سنة ضوئية في كوكبة قيطس.
يدور الكوكب في متوسط مسافة مدارية تقدر بنحو 2.5 وحدة فلكية، خلال فترة تستغرق حوالي 2.6 سنة مع انحراف قدرة 20.6٪ . تم اكتشاف هذا الكوكب في 3 يوليو 2008 من قبل ساتو وآخرون، الذين استخدموا تحليل دوبلر الطيفي لقياس تغير السرعة الشعاعية لنجم 81 قيطس الناجم عن جاذبية الكوكب خلال دورانة.